# 卡曼奇湖牧場 (加利福尼亞州)
卡曼奇湖牧場（英語：Lake Camanche Ranches）是位於美國加利福尼亞州卡拉韋拉斯縣的一個非建制地區。該地的面積和人口皆未知。

## 地理
卡曼奇湖牧場的座標為38°11′40″N 120°56′09″W / 38.19444°N 120.93583°W，而該地的平均海拔高度為98米（即322英尺）。